# Tseng Yu-Chin
Tseng Yu-Chin (* 1978 in Taipeh) ist ein taiwanischer Videokünstler.

## Leben und Werk
Tseng Yu-Chin absolvierte 2002 den Bachelor an der Shih-Chien-Universität und 2006 den Master an der Taipei National University of the Arts.

„In seinen frühen Videoarbeiten und experimentellen Kurzfilmen überwiegt eine surreale, traumartige Atmosphäre, die sich assoziativ im Bereich emotionaler und mentaler Prozesse bewegt. Die neueren Videos erscheinen dagegen wie Teile eines psychologischen Experiments. Tsengs Aufmerksamkeit richtet sich überwiegend auf die Kindheit als Phase primärer Körpererfahrung und sozialer Konditionierung.“

2007 stellte Tseng Yu-Chin auf der documenta 12 das Video Who’s listening? aus. Schulkinder sind zu sehen, die darauf warten, mit Joghurt bespritzt zu werden. Im Video No.5 sitzen eine Mutter und ihr vierjähriger Sohn auf einem weißen Sofa vor einer weißen Wand. Die Mutter nähert sich dem Jungen mit Küssen und Kitzeln.

## Ausstellungen (Auswahl)
- 2005: I’m Leaving, ifva Asian New Force, Hong Kong
- 2006: oxy_Tseng Yu-Chin, IT Park, Taipeh, Taiwan (E)
- 2006: I despise presumptions. But if I could at the very beginning, perhaps I could save a few, Asian Art Now!, London
- 2007: documenta 12, Kassel
- 2009: The Porn Identity. Expeditionen in die Dunkelzone, Kunsthalle Wien, Wien